# Persone di nome Mohammed
| Questa pagina contiene informazioni ricavate automaticamente dalle voci biografiche con l'ausilio del template Bio e di un bot. L'aggiornamento è periodico e automatico e ricostruisce completamente la pagina. Se manca una persona in questa lista, sei pregato di non aggiungerla, ma accertati piuttosto che la sua voce biografica contenga il template Bio e che i dati anagrafici siano correttamente compilati. Se il template Bio manca, inseriscilo tu stesso o, in alternativa, metti l'avviso {{tmp\|Bio}} che ne segnala la mancanza. Se i dati riportati sono sbagliati, correggi direttamente la voce biografica; le modifiche saranno visibili in questa lista entro pochi giorni. Per chiarimenti vedi il progetto antroponimi. La lista contiene solo le 202 persone che sono citate nell'enciclopedia e per le quali è stato implementato correttamente il template Bio. Pagina aggiornata al 22 lug 2025. |

Questa è una lista di persone presenti nell'enciclopedia che hanno il nome Mohammed, suddivise per attività principale.

## Allenatori di calcio(3)
- Mohammed Al-Kharashy, allenatore di calcio saudita (Riad, n. 1956)
- Mohammed Karam, allenatore di calcio e ex calciatore kuwaitiano (n. 1955)
- Nayim, allenatore di calcio e ex calciatore spagnolo (Ceuta, n. 1966)

## Ambasciatori(1)
- Mohammed ben Hadou, ambasciatore marocchino (Marocco)

## Arbitri di calcio(2)
- Mohammed Abdulla Hassan, arbitro di calcio emiratino (Dubai, n. 1978)
- Mohammed Al-Hakim, arbitro di calcio svedese (Najaf, n. 1985)

## Assassini seriali(1)
- Mohammed Bijeh, serial killer iraniano (Quchan, n. 1982 - Pakdasht, † 2005)

## Attori(5)
- Mohammed Abdel Wahab, attore, cantante e compositore egiziano (Il Cairo, n. 1902 - Il Cairo, † 1991)
- Booder, attore e comico marocchino (Bouarfa, n. 1978)
- Moe Hashim, attore britannico
- Aamir Khan, attore, produttore cinematografico e regista indiano (Bandra, n. 1965)
- Dilip Kumar, attore indiano (Peshawar, n. 1922 - Mumbai, † 2021)

## Avvocati(1)
- Mohammed Ziane, avvocato e politico marocchino (Malaga, n. 1943)

## Banchieri(1)
- Mohammed Al Ardhi, banchiere e imprenditore omanita (Sur)

## Cantanti(2)
- Black Sherif, cantante, rapper e modello ghanese (Konongo, n. 2002)
- Mohammed Rafi, cantante indiano (n. 1924 - Mumbai, † 1980)

## Cestisti(5)
- Mohammed Saleem Abdullah, ex cestista qatariota (Doha, n. 1982)
- Mohammed Acha, cestista nigeriano (Otukpo, n. 1973 - † 2002)
- Mohammed Alaoui, ex cestista marocchino (Fès, n. 1944)
- Mohammed Abdel Moteleb, ex cestista egiziano (Alessandria d'Egitto, n. 1968)
- Mohammed Rashad Shafshaq, cestista egiziano (n. 1910)

## Compositori(1)
- Mohammed Zahur Khayyam, compositore indiano (Rahon, n. 1927 - Mumbai, † 2019)

## Diplomatici(1)
- Mohammed Reza Bey, diplomatico e nobile persiano (Persia - Persia, † 1717)

## Direttori d'orchestra(1)
- Mohammed Taoud, direttore d'orchestra marocchino (Ksar El Kebir, n. 1928 - Salé, † 2007)

## Direttori della fotografia(1)
- Mohammed Soudani, direttore della fotografia, regista cinematografico e sceneggiatore algerino (El Asnam, n. 1949)

## Funzionari(1)
- Abdul Karim, funzionario indiano (Lalitpur, n. 1863 - Agra, † 1909)

## Generali(3)
- Mohammed Zaman Kiani, generale e politico pakistano (Rawalpindi, n. 1910 - Islamabad, † 1981)
- Mohammed Rafie, generale e politico afghano (Paghman, n. 1946)
- Mohammed Omar, generale e politico afghano (Nodeh, n. 1959 - Karachi, † 2013)

## Giocatori di football americano(2)
- Mohammed Elewonibi, ex giocatore di football americano nigeriano (Lagos, n. 1965)
- Mohammed Seisay, ex giocatore di football americano statunitense (n. 1990)

## Giornalisti(1)
- Mohammed Nabus, giornalista libico (Bengasi, n. 1983 - Bengasi, † 2011)

## Giuristi(1)
- Mohammed Shahabuddin, giurista e politico bangladese (Shivrampur, n. 1949)

## Imprenditori(2)
- Mohammed Ben Sulayem, imprenditore, dirigente sportivo e ex pilota di rally emiratino (Dubai, n. 1961)
- Khayrat al-Shater, imprenditore e politico egiziano (Daqahliyya, n. 1950)

## Islamisti(1)
- Mohammed Arkoun, islamista e filosofo berbero (Taourirt-Mimoun, n. 1928 - Parigi, † 2010)

## Medici(1)
- Mohammed Helmy, medico egiziano (Khartoum, n. 1901 - Berlino, † 1982)

## Mezzofondisti(5)
- Mohammed Ahmed, mezzofondista canadese (Mogadiscio, n. 1991)
- Mohammed Aman, mezzofondista etiope (Aselle, n. 1994)
- Mohamed Ismail Ibrahim, mezzofondista gibutiano (n. 1997)
- Mohammed Rageh, mezzofondista yemenita (n. 1998)
- Mohammed Mourhit, ex mezzofondista marocchino (Khouribga, n. 1970)

## Militari(3)
- Mohammed Ali al-Houthi, militare e politico yemenita (Sa'da, n. 1979)
- Mohammed Fahim, militare e politico afghano (Omarz, n. 1957 - Kabul, † 2014)
- Ibrahim Farag Mohammed, militare eritreo (Massaua, n. 1908 - Mar Rosso, † 1941)

## Nobili(2)
- Mohammed bin Isa Al Khalifa, nobile e generale bahreinita (n. 1960)
- Mohammed bin Salman Al Khalifa, nobile bahreinita (n. 1991)

## Pittori(2)
- Mohammed Khadda, pittore e scultore algerino (Mostaganem, n. 1930 - Algeri, † 1991)
- Mohammed Racim, pittore algerino (Algeri, n. 1896 - Algeri, † 1975)

## Poeti(1)
- Mohammed Bennis, poeta marocchino (Fès, n. 1948)

## Politici(15)
- Mohammed Shia' Al Sudani, politico iracheno (Baghdad, n. 1970)
- Mohammed bin Abdulrahman bin Jassim Al Thani, politico qatariota (Doha, n. 1980)
- Mohammed Basindawa, politico yemenita (Aden, n. 1935)
- Mohammed Dahlan, politico e generale palestinese (Khan Younis, n. 1961)
- Mohammed Daud Khan, politico afghano (Kabul, n. 1909 - Kabul, † 1978)
- Mohammed Dionne, politico senegalese (Gossas, n. 1959 - Parigi, † 2024)
- Mohammed Farah Aidid, politico e generale somalo (Belet Uen, n. 1934 - Mogadiscio, † 1996)
- Riad Ismat, politico, diplomatico e critico letterario siriano (Damasco, n. 1947 - Chicago, † 2020)
- Mohammed Karim Lamrani, politico marocchino (Fès, n. 1919 - Casablanca, † 2018)
- Afzal Khan, politico britannico (Jhelum, n. 1958)
- Kasim Reed, politico e avvocato statunitense (Plainfield, n. 1969)
- Mohammed Siad Barre, politico e generale somalo (Scilave, n. 1919 - Lagos, † 1995)
- Mohammed Sinwar, politico palestinese (Khan Yunis, n. 1975 - Khan Yunis, † 2025)
- Mohammed Tawfiq Allawi, politico iracheno (Baghdad, n. 1954)
- Mohammed Waheed Hassan, politico maldiviano (Male, n. 1953)

## Psicoanalisti(1)
- Masud Khan, psicoanalista inglese (Jhelum, n. 1924 - Londra, † 1989)

## Pugili(3)
- Mohammed Achik, ex pugile marocchino (n. 1965)
- Mohammed Arjaoui, pugile marocchino (Mohammedia, n. 1987)
- Mohammed Rabii, pugile marocchino (n. 1993)

## Registi(2)
- Mohammed Karim, regista, sceneggiatore e montatore egiziano (Il Cairo, n. 1896 - Il Cairo, † 1972)
- Mohammed Lakhdar-Hamina, regista cinematografico, sceneggiatore e produttore cinematografico algerino (M'Sila, n. 1934 - Algeri, † 2025)

## Religiosi(1)
- Mohammed Hegazy, religioso egiziano (n. 1982)

## Scrittori(3)
- Mohammed Dib, scrittore algerino (Tlemcen, n. 1920 - La Celle-Saint-Cloud, † 2003)
- Mohammed Hanif, scrittore pakistano (Okara, n. 1964)
- Yasmina Khadra, scrittore algerino (n. 1955)

## Sovrani(5)
- Mohammed bin Rashid Al Maktum, sovrano, politico e imprenditore emiratino (Dubai, n. 1949)
- Mohammed Alim Khan, sovrano uzbeko (Bukhara, n. 1880 - Kabul, † 1944)
- Mohammed Zahir Shah, sovrano afghano (Kabul, n. 1914 - Kabul, † 2007)
- Mohammed Nadir Shah, sovrano afghano (Dehradun, n. 1883 - Kabul, † 1933)
- Mohammed bin Thani, sovrano qatariota (Fuwayrit, n. 1788 - Doha, † 1878)

## Sultani(1)
- Rumaliza, sultano

## Terroristi(4)
- Mohammed Deif, terrorista palestinese (Khan Yunis, n. 1965 - Khan Yunis, † 2024)
- Jihadi John, terrorista e criminale kuwaitiano (Jahrah, n. 1988 - al-Raqqa, † 2015)
- Mohammed Bouyeri, terrorista olandese (Amsterdam, n. 1978)
- Mohammed al-Qahtani, terrorista saudita (al-Kharj, n. 1979)

## Triatleti(1)
- Mehdi Essadiq, triatleta marocchino (n. 1986)

## Velocisti(1)
- Mohammed Abukhousa, velocista palestinese (n. 1992)